# Highway 61 Revisited
Highway 61 Revisited er titlen på et album fra Bob Dylan der blev udgivet i 1965.
Mange betragter albummet som at være blandt de bedste albums nogensinde udgivet, idet det symboliserer Bob Dylans introduktion af poetiske tekster i pop- og rockmusik.

## Sangene
- Like a Rolling Stone – 6:13
- Tombstone Blues – 5:58
- It Takes a Lot to Laugh, It Takes a Train to Cry – 4:09
- From a Buick 6 – 3:19
- Ballad of a Thin Man – 5:58
- Queen Jane Approximately – 5:31
- Highway 61 Revisited – 3:30
- Just Like Tom Thumb's Blues – 5:31
- Desolation Row – 11:21